# Кубок Президента России по тяжёлой атлетике 2015
Кубок президента России по тяжёлой атлетике 2015 года прошёл в Грозном 12 — 13 декабря. В том же году состязание получило квалификационный статус на Олимпийские игры. Кубок разыгрывался среди штангистов тяжёлых весовых категорий — женщины до и свыше 75 кг, мужчины до 94 кг, до и свыше 105 кг. Спортсмены лёгких и средних весовых категорий состязались в Китае. В соревнованиях приняли участие спортсмены из 20 стран. Такого количества участников не было ни на одном из ранее проведённых Кубков Президента. Из-за травм отказались от участия Чингиз Могушков и Александр Иванов.

## Медалисты

### Мужчины
| Дисциплины   | Золото                  | Золото   | Серебро                        | Серебро  | Бронза                        | Бронза   |
| до 94 кг     | до 94 кг                | до 94 кг | до 94 кг                       | до 94 кг | до 94 кг                      | до 94 кг |
| ------------ | ----------------------- | -------- | ------------------------------ | -------- | ----------------------------- | -------- |
| Рывок        | Адам Малигов · Россия   | 178 кг   | Денис Уланов · Казахстан       | 175 кг   | Александр Венскель · Беларусь | 167 кг   |
| Толчок       | Адам Малигов · Россия   | 219 кг   | Денис Уланов · Казахстан       | 219 кг   | Александр Венскель · Беларусь | 213 кг   |
| Сумма        | Адам Малигов · Россия   | 397 кг   | Денис Уланов · Казахстан       | 394 кг   | Александр Венскель · Беларусь | 380 кг   |
| до 105 кг    |                         |          |                                |          |                               |          |
| Рывок        | Илья Ильин · Казахстан  | 191 кг   | Александр Зайчиков · Казахстан | 190 кг   | Тимур Наниев · Россия         | 186 кг   |
| Толчок       | Илья Ильин · Казахстан  | 246 кг   | Александр Зайчиков · Казахстан | 226 кг   | Тимур Наниев · Россия         | 225 кг   |
| Сумма        | Илья Ильин · Казахстан  | 437 кг   | Александр Зайчиков · Казахстан | 416 кг   | Тимур Наниев · Россия         | 411 кг   |
| свыше 105 кг |                         |          |                                |          |                               |          |
| Рывок        | Руслан Албегов · Россия | 205 кг   | Гор Минасян · Армения          | 195 кг   | Иржи Орсаг · Чехия            | 180 кг   |
| Толчок       | Иржи Орсаг · Чехия      | 239 кг   | Руслан Албегов · Россия        | 235 кг   | Гор Минасян · Армения         | 230 кг   |
| Сумма        | Руслан Албегов · Россия | 440 кг   | Гор Минасян · Армения          | 425 кг   | Иржи Орсаг · Чехия            | 419 кг   |

### Женщины
| Дисциплины  | Золото                     | Золото   | Серебро                         | Серебро  | Бронза                 | Бронза   |
| до 75 кг    | до 75 кг                   | до 75 кг | до 75 кг                        | до 75 кг | до 75 кг               | до 75 кг |
| ----------- | -------------------------- | -------- | ------------------------------- | -------- | ---------------------- | -------- |
| Рывок       | Ольга Зубова · Россия      | 118 кг   | Светлана Подобедова · Казахстан | 118 кг   | Ван Чжоую · Китай      | 115 кг   |
| Толчок      | Ольга Зубова · Россия      | 150 кг   | Светлана Подобедова · Казахстан | 146 кг   | Ван Чжоую · Китай      | 140 кг   |
| Сумма       | Ольга Зубова · Россия      | 268 кг   | Светлана Подобедова · Казахстан | 264 кг   | Ван Чжоую · Китай      | 255 кг   |
| свыше 75 кг |                            |          |                                 |          |                        |          |
| Рывок       | Сара Элизабет Роблес · США | 124 кг   | Александра Аборнева · Казахстан | 113 кг   | Андреа Аанеи · Румыния | 110 кг   |
| Толчок      | Сара Элизабет Роблес · США | 154 кг   | Александра Аборнева · Казахстан | 143 кг   | Андреа Аанеи · Румыния | 137 кг   |
| Сумма       | Сара Элизабет Роблес · США | 278 кг   | Александра Аборнева · Казахстан | 256 кг   | Андреа Аанеи · Румыния | 247 кг   |

## Медальный зачёт
Зачёт по большим (по сумме) медалям
| Место | Страна    | Золото | Серебро | Бронза | Всего |
| ----- | --------- | ------ | ------- | ------ | ----- |
| 1     | Россия    | 3      | 0       | 1      | 4     |
| 2     | Казахстан | 1      | 4       | 0      | 5     |
| 3     | США       | 1      | 0       | 0      | 1     |
| 5-    | Армения   | 0      | 1       | 0      | 1     |
| 6     | Чехия     | 0      | 0       | 1      | 1     |
| 6     | Китай     | 0      | 0       | 1      | 1     |
| 7     | Румыния   | 0      | 0       | 1      | 1     |
| 7     | Беларусь  | 0      | 0       | 1      | 1     |
| Всего | Всего     | 5      | 5       | 5      | 15    |

## Мировые рекорды
Илья Ильин (до 105 кг,  Казахстан):
- Толчок — 246 кг;
- Сумма — 437 кг.